# Dia do Rei (Países Baixos)
O Dia do Rei (neerlandês: Koningsdag) é um feriado nacional nos Países Baixos, também celebrado em seus constituintes caribenhos Curaçao, São Martinho e Aruba. É comemorado em 27 de abril, no dia do aniversário do Rei dos Países Baixos, presentemente Guilherme Alexandre. No caso de o dia 27 de abril ser um domingo (como foi em 2014), o feriado é celebrado no dia 26 de abril.
Quando o monarca dos Países Baixos é uma rainha, o nome do dia é alterado para Dia da Rainha (neerlandês: Koninginnedag).

## História

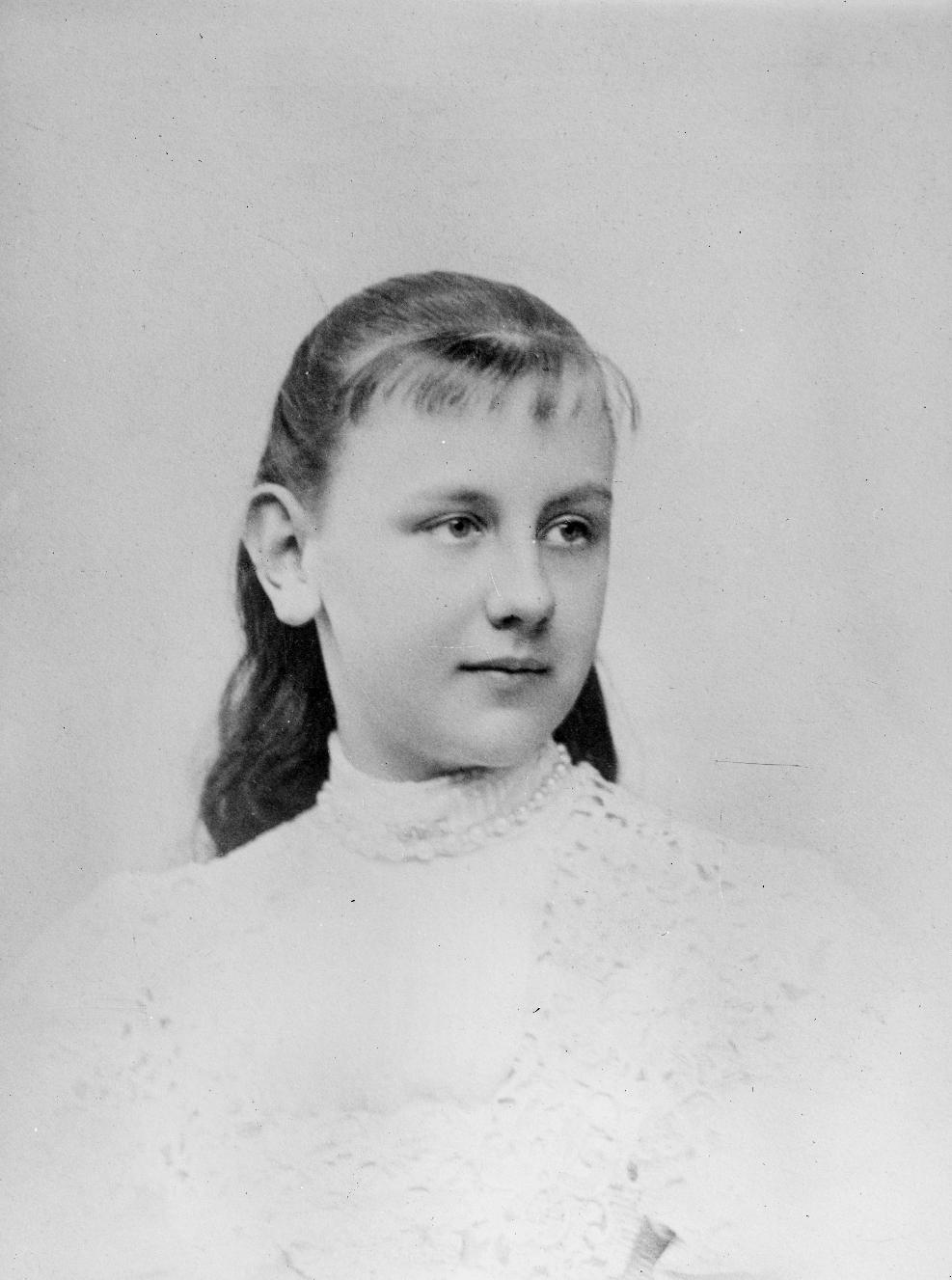
Guilhermina era ainda menina quando foi homenageada com o 1º Dia da Rainha

O primeiro Dia da Rainha foi celebrado em 31 de agosto de 1885, no dia do 5º aniversário da rainha Guilhermina, por iniciativa de políticos liberais, que queriam promover a união nacional. Após a morte o rei Guilherme III, pai de Guilhermina, sua mãe Princesa Emma se tornou regente, mas Guilhermina já era a rainha de direito próprio, sendo assim que o "verdadeiro" primeiro Dia da Rainha de Guilhermina foi celebrado em 31 de agosto de 1891 (ela havia sido declarada rainha em 1890).
Guilhermina e sua família nunca fizeram parte das celebrações públicas, mas devido a data ser a última das férias escolares de verão, a festa se tornou popular, como um "genuíno festival nacional", segundo a Casa Real.
A Rainha Juliana seguiu com a tradição de comemorar o Dia da Rainha, quando era tradicional que presentes fossem levados até o palácio, e foi apenas a Rainha Beatriz que decidiu participar dos eventos públicos, tornando tradição, a cada ano, visitar uma ou duas cidades dos Países Baixos, com outros membros da família real, para celebrar com o povo.
Assim como faz o rei Guilherme Alexandre, o Dia do Rei (ou da Rainha) foi celebrado nos dias de aniversário das rainhas Guilhermina e Juliana, respectivamente em 31 de agosto e 30 de abril.  Durante o reinado da Rainha Beatriz, de 2004 a 2013, a data continuou, por sua escolha, a ser celebrado no aniversário de sua mãe, a Rainha Juliana, porque as condições climáticas eram melhores. Beatriz fazia aniversário em janeiro, em pleno inverno do Hemisfério Norte.

## Destaques
Em 2020, o Dia do Rei não teve comemorações públicas devido à pandemia de Covid-19 e a Casa Real anunciou que as celebrações aconteceriam no Palácio de Huis ten Bosch, apenas com a presença do Rei Guilherme Alexandre, de sua esposa Máxima, e das filhas do casal, as princesas Amália, Alexia e Ariana.
Leia a notícia na Wikinotícias: Em meio à pandemia de Covid-19, Dia do Rei é celebrado em casa nos Países Baixos